# Chilcompton
Chilcompton is een civil parish in het bestuurlijke gebied Mendip, in het Engelse graafschap Somerset met 2062 inwoners.

## Galerij

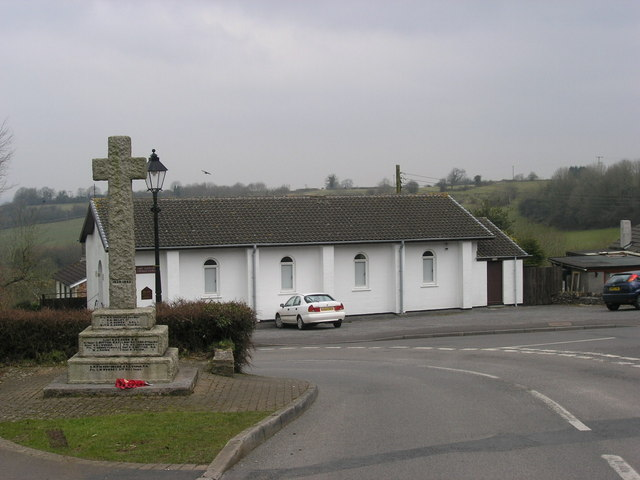
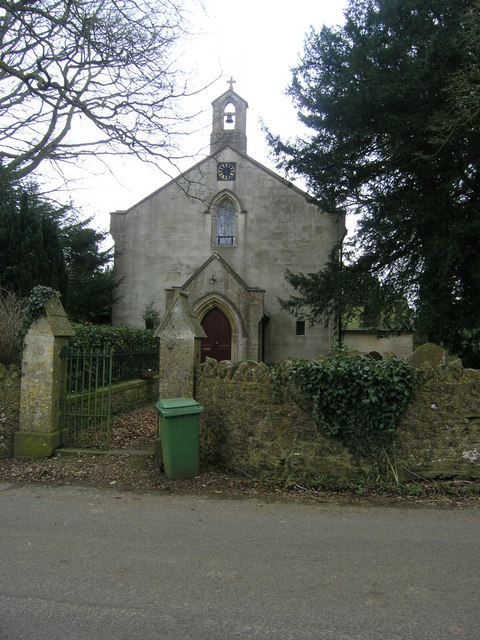